# Harro Bode
Harro Bode (ur. 20 lutego 1951 w Bad Sobernheim) – niemiecki żeglarz sportowy. Złoty medalista olimpijski z Montrealu.
Reprezentował barwy RFN. Zawody w 1976 były jego jedynymi igrzyskami. Startował w klasie 470. Podczas zwycięskich regat partnerował mu Frank Hübner. W 1975 wspólnie zdobyli brąz mistrzostw Europy.